# Sector 7
Sector 7 (Originaltitel: Chil Gwanggu) ist ein südkoreanischer Monsterfilm aus dem Jahr 2011. Regie führte Kim Ji-hoon.

## Handlung
Auf der Ölbohrinsel Sector 7 vor der Küste Jejus sucht ein Team nach neuen Ölquellen. Insbesondere Hae-joon ist überzeugt, dass sie fündig werden. Nach mehreren Fehlschlägen kehrt Hae-joons Onkel Lee Jeong-man auf die Insel zurück. Nach einiger Zeit stoßen sie unter seiner Leitung tatsächlich auf Öl. Plötzlich kommt es jedoch zu zwei Todesfällen auf der Bohrinsel. Anfangs wird noch Selbstmord in Betracht gezogen. Doch bei genauerer Untersuchung der Bohrinsel, entdeckt Hae-joon ein Monster. Die Leitungen ans Festland sind gekappt. So versucht das Team von der Insel zu fliehen. Allerdings macht das Monster sie ausfindig. Zunächst können sie dem Team entkommen.
Doch Lee Jeong-mans Motiv wird plötzlich in Frage gestellt. Er habe gar nicht erstaunt über das Monster reagiert. Er gesteht, dass er bereits vor 20 Jahren auf der Bohrinsel im Einsatz war. Dabei entdeckte sein Team neuartige Tierchen. Die Körperflüssigkeit der neu entdeckten Spezies könne bis zu 30 Stunden brennen. Jeong-man sah darin eine neue Ressource, die Öl ersetzen könnte. Allerdings kam es kurz danach bei Reparaturarbeiten zu einem Unfall und die Bohrinsel wurde vorerst geschlossen.
Als Jeong-man nun erneut nach Sector 7 kam, gab er den Wissenschaftlern die Anweisung, die Tiere erneut zu züchten. Ein großgewachsenes Exemplar konnte jedoch ausbrechen und bedroht nun das ganze Team. Hae-joon ist enttäuscht von ihrem Onkel, doch zunächst müssen sie von der Bohrinsel fliehen. Doch das Monster kann sie erneut ausfindig machen und weitere Menschen töten. Jeong-man versucht das Monster alleine zu erstellen. Er kann es anzünden, verstirbt dabei jedoch. Das Monster springt ins Wasser, um das Feuer zu löschen. Schwächelnd kommt es gleich wieder auf die Bohrinsel. Dabei wird Hae-joons Freund getötet, als er sie beschützen will. Zuletzt gelingt es Hae-joon, mit dem Motorrad zum Bohrer zu entkommen und kann dort das Monster mit diesem töten.

## Rezeption
Der Film lief am 4. August 2011 in den südkoreanischen Kinos an und verzeichnete insgesamt über 2,2 Millionen Besucher.
Für Filmkritiker James Marsh ist Sector 7 nach hohen Erwartungen eine Enttäuschung. Es handle sich quasi um Alien (1979) auf einer Bohrinsel. Ha Ji-won sei perfekt geeignet für die Rolle, habe in dem Film jedoch keine Gelegenheit, ihr Können zu zeigen. Die Figuren seien zu stereotypisch. Die Redaktion der deutschen Zeitschrift Cinema vergab 3 von 5 Sternen und bezeichnet Sector 7 als „Hochglanzkurzweil für Trashliebhaber“. Im Lexikon des internationalen Films ist zu lesen: „Klaustrophobischer Monsterhorror mit angedeuteter ökologischer Botschaft, der sich allzu sehr in seinen betont tiefenscharfen Bildern gefällt.“